# Sōtan Oguri
Sōtan Oguri (jap. 小栗宗湛 Oguri Sōtan; ur. 1413, zm. 1481), właśc. Sukeshige Oguri (jap. 小栗助重 Oguri Sukeshige) – japoński mnich zen i malarz okresu Muromachi.
Uczeń Shūbuna, był mnichem w świątyni Shōkoku-ji w Kioto. Od 1463 roku nadworny malarz sioguna Yoshimasy Ashikagi. Tworzył malarstwo tuszem w stylu suiboku-ga oraz barwne polichromie z przedstawieniami kwiatów i ptaków dla świątyń i rezydencji możnowładców. Naśladował twórczość mistrzów chińskich, zwłaszcza Muqiego. Jego oryginalne prace nie zachowały się do czasów współczesnych, jednak w 1490 roku syn Sōtana, Sōkei Oguri, wykonał utrzymane w stylistyce ojca dekoracje w świątyni Yōtoku w kompleksie Daitoku-ji w Kioto.